# Мишић средњи констриктор ждрела
Мишић средњи констриктор ждрела (лат. musculus constrictor pharyngis medius) је парни троугласти мишић, који припада површинској мускулатури ждрела. Својим горњим влакнима он прекрива део горњег констриктора ждрела, док му је доњи део сакривен испод влакана доњег констрикторског мишића.
Припаја се на средњем делу ждрелне преграде и подјезичној кости. С обзиром на предње припоје, мишић се дели на два дела: хондрофарингеални (лат. pars chondropharyngea) и цератофарингеални део (лат. pars ceratopharyngea). Први се причвршћује на малом, а други на великом рогу подјезичне кости.
Инервисан је од гранчица тзв. ждрелног сплета, у чијој изградњи учествују језично-ждрелни живац, живац луталац и вратни симпатикус. Основна улога мишића је сужавање пречника ждрелне шупљине, потискивање залогаја ка нижим деловима дигестивног тракта и подизање гркљана током акта гутања и говора.
Између ивица овог и мишића горњег констриктора ждрела пролазе влакна стилофарингеалног мишића, која улазе у састав лонгитудиналне (дубоке) ждрелне мускулатуре.